# ایلین ولتروت
ایلین ولتروت (انگلیسی: Elaine Welteroth؛ زادهٔ ۱۰ دسامبر ۱۹۸۶) سردبیر، روزنامه‌نگار، و نویسنده اهل ایالات متحده آمریکا است. وی از سال ۲۰۰۸ میلادی تاکنون مشغول فعالیت بوده‌است.
از فیلم‌ها یا برنامه‌های تلویزیونی که وی در آن نقش داشته‌است می‌توان به پروژه مد، گفتگو اشاره کرد.
وی همچنین برندهٔ جوایزی همچون ۱۰۰ زن بی‌بی‌سی شده‌است.